# Гарсіас
Гарсіас (ісп. Garciaz) — муніципалітет в Іспанії, у складі автономної спільноти Естремадура, у провінції Касерес. Населення — 829 осіб (2010).
Муніципалітет розташований на відстані близько 200 км на південний захід від Мадрида, 65 км на схід від Касереса.

## Демографія
Динаміка населення (INE ):